# Малгожата Василевська
Малгожата Василевська (пол. Małgorzata Wasilewska; нар. 1960) — польська правозахисниця та дипломат, в період з 2016 по 2020 рік працювала послом Європейського Союзу на Ямайці.

## Біографія
Малгожата Василевська народилась у 1960 році. До 2003 року Василевська була президентом польської секції Amnesty International. Василевська також працювала старшим спеціалістом з питань організаційного управління та стратегічного планування. Потім Молгожата стала державним службовцем Європейського Союзу, працюючи в Генеральному директораті Європейських Комісій із зовнішніх зв'язків. 

## Кар'єра
Малгожата Василевська очолювала відділ спостереження за виборами та підтримки демократії, керувала місіями з нагляду за виборами в декількох країнах, наприклад Мозамбік, Судан, Чад, Афганістан, Соломонові острови, Гондурас, Болівія . У 2011 році Василевська приєдналася до Європейської служби зовнішньої дії, очоливши Відділ з питань запобігання конфліктам, побудови миру та посередницьких інструментів . У вересні 2016 року вона була призначена послом ЄС на Ямайці, акредитована також на Беліз, Багами, острови Теркс і Кайкос та Кайманові острови.
Малгожата Василевська спеціалізується на розвитку, чутливому до конфліктів, побудові постконфліктної демократії